# 蘇·湯森
蘇·湯森（Susan Lillian "Sue" Townsend，1946年4月2日—2014年4月10日），是一名英国小说家和剧作家。她著有《二十五岁处男的日记》及《少年阿默的秘密日記》等……大量喜剧作品。
1980年期间，她被诊断出患有糖尿病；2009年，她完成肾移植手术。2012年患有中风，2014年4月10日因中风去世，享年68岁。